# 本能寺之变
本能寺之變（日语：本能寺の変）發生在日本天正十年六月二日（1582年6月21日），是日本史上被公認最關鍵、最多謎團的一次謀反。當時即將统一日本的戰國大名織田信長在準備和重臣明智光秀一同前往中國支援羽柴秀吉的途中，於京都本能寺遭到光秀突然謀反。事變中明智光秀討伐信長及其後繼者織田信忠，並逼使兩人先後自殺。
由於光秀在事變中對本能寺放火，令信長有機會使自己的屍首無法被光秀找到，進而導致周遭的織田家麾下大名因無法判斷消息真實性而選擇不倒向光秀。而明智光秀本人也因為無法獲得周遭織田家臣的支持，於其後的天王山之役中敗給羽柴秀吉、並在逃亡途中遭到落武者狩討伐而死。秀吉亦藉此機會急速崛起，在其後數年擊敗了信長之子織田信孝及織田家老柴田勝家，並使信長之子織田信雄與德川家康、毛利輝元等強力大名臣從，結束了戰國時代並建立了豐臣政權。

## 背景
天正十年（1582年），織田信長幾乎奪取了以京都為中心的近畿全境，而武田勝賴的勢力也在這一年被織田和德川的聯軍所滅亡。此時，織田信長眼中的大敵，僅剩下中國地區的毛利氏、關東地區的北條氏以及北陸地區的上杉氏而已。
負責進攻中國地方的羽柴秀吉攻下了毛利氏的鳥取城，這對毛利氏來說是個沉重的打擊，而在消滅武田氏之後，織田信長以瀧川一益為統帥，聯合德川氏開始了對北條氏的進攻。另外，上杉氏在上杉謙信死後，發生了為爭奪繼承權的御館之亂，由其養子上杉景勝掌權，本來強盛的勢力也已大幅削弱，加上負責攻略北陸地方戰事的柴田勝家猛烈進攻，上杉勢力已陷入了巨大的困境。四國方面，信長派出了重臣丹羽長秀和三子織田信孝準備渡海平定四國的長宗我部氏，而在九州的島津氏、大友氏和東北的大名也漸漸表示願意臣服。織田信長以安土城為據點，統率著柴田勝家、丹羽長秀、羽柴秀吉、明智光秀、瀧川一益等家臣，結束戰國時代和統一日本的目標即將達成。

## 經過
5月15日—17日，明智光秀負責接待長年與武田勝賴交戰的德川家康。織田信長召德川家康到安土城晉見，光秀突然被解除接待負責人的職務。羽柴秀吉15日傳信向信長求援，信長17日命光秀返回坂本城準備出戰。26日光秀領軍至丹波龜山城備戰。28日—29日，光秀參拜愛宕神社，和歌會上發表耐人尋味的和歌「今日時節，細雨紛飛五月天」（原文）。日文中，的發音（日语： toki）近似明智家的祖名，一句也可解讀為「拿下天下」雙關語，故後世對光秀這首和歌的言外之意有諸多揣測。
29日信長為了支援秀吉，帶百餘名年輕侍衛從安土城出發，進駐京都本能寺，計劃在此集結軍隊，嫡子織田信忠駐紮在妙覺寺。
6月1日，信長在本能寺舉行茶會。當天下午，光秀率領13000餘名士兵從丹波龜山城出發，號稱「接受信長公的檢閱」，向京都移動。
6月2日凌晨，橫渡桂川時光秀向全軍大喊「敌在本能寺！」（原文），起兵謀反討伐信長。
傳言中，聽到兵器聲響的信長，一開始以為是衛兵武士的醉酒吵鬧，結果近侍森蘭丸打探報告：「好像是惟任日向守（明智光秀）大人發動了叛亂！」信長遠望見敵軍打出水色桔梗家紋的旗幟，冷冷說道：「沒有辦法。」（一說，另一派解讀認為是指“現在不是深究原因的時刻”），便喚侍從取長槍迎敵。然而敵軍人多勢眾，信長在與亂軍作戰中負傷，侍衛忙喚信長逃脫。信長以大勢不妙為由，不肯離去，回到殿內自盡（死法不明，因是武士，通說切腹）。當時身距本能寺約200公尺教堂內的傳教士路易斯·弗洛伊斯記錄目擊信長從側門親自以弓箭射殺明智士兵、指揮小姓持槍拒敵與負傷後退入寺中的過程，也記錄了信長被明智軍用弓箭射中的情况。
本能寺被襲擊的信長一行人幾乎沒有生還者，目前流傳甚廣的細節真偽難以求證。
根據信長家臣太田牛一著作的《信長公記》，混戰時寺內發生火災，而本能寺地下儲存的大量火藥（本能寺僧侶在赴種子島傳教時接觸了來自歐洲的鐵炮，之後成為日本戰國時代鐵炮推廣的重心之一，故設有存放火藥的倉庫）更進一步助長了火勢，信長的遺體隨灰燼下落不明。
接到明智光秀謀反的消息，信長的嫡子織田信忠認為「謀這等大逆的賊黨，必已封鎖了各個重要路口，逃離遭遇橫死街頭，還是不要徒勞移動。」遂否決了近臣逃到安土城興兵討伐光秀的建議（事實上光秀並沒有封鎖京都的各個入口），和當時京都的行政長官村井貞勝逃離妙覺寺到誠仁親王居住的二條御所，請誠仁親王離開二條御所後籠城抵抗，光秀進攻奮戰了兩個多小時後，信忠和五弟織田勝長寡不敵眾而自刃，近侍將信忠頭顱藏匿未被尋獲，信忠得年二十六歲。

## 戰死及自殺武將

### 本能寺
| - 織田信長 - 森成利 （森蘭丸） - 森可成三男 - 森長隆 （森坊丸） - 森可成四男 - 森長氏 （森力丸） - 森可成五男 - 小河愛平 - 高橋虎松 - 金森義入 - 菅屋角藏 - 菅屋長賴之子 - 魚住勝七 | - 武田喜太郎 - 大塚又一郎 - 狩野又九郎 - 薄田輿五郎 - 今川孫二郎 - 伴正林 - 一雲齋針阿彌 - 湯淺直宗 - 松野一忠 | - 小倉松壽 - 落合小八郎 - 伊藤彥作 - 久久利龜 - 種田龜 - 山田彌太郎 - 飯河宮松 - 祖父江孫 - 柏原鍋兄弟 - 柏原鍋丸，弟弟名不詳 | - 平尾久助 - 大塚孫三 - 矢代勝介 - 伴資家 - 村田吉五 - 小澤六左衛門 - 赤座直則 |

### 二條御所
| - 織田信忠 - 信長長男，織田氏當主 - 織田長利 - 信長弟 - 織田勝長 - 信長五男 - 津田勘七（元秀） - 一門眾 - 津田小藤次 - 一門眾 - 齋藤利治 - 齋藤道三末子 - 村井貞勝 - 福富秀勝 - 奉行眾 - 篠川兵庫 - 下方彌三郎 - 赤座永兼 | - 菅屋長賴 - 奉行眾 - 津田元嘉 - 野野村正成 - 奉行眾 - 村井貞成 - 貞勝長男 - 團忠正 - 櫻木傳七 - 逆川甚五郎 - 服部小藤太 - 小澤六郎三郎 - 奉行眾 - 服部六兵衛 - 水野九蔵 - 山口小弁 - 山口半四郎 | - 梶原景久 - 毛利良勝 - 毛利岩 - 良勝長男 - 村井清次 - 貞勝二男 - 金森長則 - 金森長近長男 - 菅屋勝次郎- 長賴之子 - 永井新太郎 - 春日源八郎 - 種村彥次郎 - 桑原助六 - 桑原九蔵 - 村瀬虎 - 佐佐清蔵 - 佐佐政次之子，佐佐成政女岳星院之夫 | - 下石頼重 - 猪子兵助 - 平古種吉 - 長賴家臣 - 村井宗信 - 貞勝弟 - 赤座永兼 - 神戶二郎作 - 大脇喜八 - 犬飼孫三 - 石黑彥二郎 - 越智小十郎 - 平野新左衛門 - 平野勘右衛門 - 水野宗介 - 井上又藏 - 飯尾敏成 | - 坂井越中守 - 坂井政尚之子 - 塙傳三郎 - 河野善四郎 - 寺田善右衛門 - 石田孫左衛門 - 宮田彥次郎 - 淺井清蔵 - 高橋藤 - 小河源四郎 - 賀藤辰 - 竹中彥八郎 - 竹中重元之子 - 河崎與介 - 梶原松千代 - 梶原又右衛門 |

※織田長益、前田玄以、水野忠重、山内康豊及磯野員昌在二條御所受到包圍前脫出。此外，信長的黑人侍衛彌助亦有參與戰鬥，但光秀在戰鬥結束後將其釋放，此後下落不明。

## 動機
關於明智光秀起兵的動機，有多種說法。例如怨恨信長，奪取天下的野心，守護朝廷等等，並沒有統一的見解。下面即列出幾種主要說法：

### 野望說
此一說是圖謀天下的光秀的單獨犯行，其根據來自《愛宕百韻》的連歌，發句是「時は今、雨が下しる、五月哉」（「今日時節，細雨紛飛五月天」）。

### 光秀怨恨說及黑幕說
江戶時代以來一直到昭和二次大戰時期之小說如《繪本太閤記》一般都採用怨恨說作為題材，最重要的就是被解除接待德川家康的職務這一點。雖然很難辨明真偽，但作為理由，一般認為的講法如下：
- 原本光秀計畫周到細心地招待家康，但是準備的菜餚中有惡臭的氣味（亦有說因準備材料因天氣關係而發出非腐爛的自然味道，信長在巡查廚房時發現，但不接受光秀解釋，且褫奪其饗宴奉行一職），信長怒道「你打算拿爛掉的菜來招待嗎？」撤掉了菜餚，並罷免了光秀的接待職務。
  - 类似的说法还有信长将光秀准备的鲫鱼熟寿司（鮒壽司）误以为是不新鲜的鱼而不容解释地谴责。

- 光秀在平定丹波國的時候，將其母（另說乳母或冒充母親的年長女侍）作為人質交給八上城，說服城主波多野兄弟前往信長處。然而信長殺害了兄弟倆人，結果在八上城的光秀的母親也被愤怒的丹波人殺害。

- 信長下達要將光秀從原封國丹波國轉封到還是毛利氏領土的出雲國與石見國。由於之前信長流放重臣林秀貞與佐久間信盛，讓光秀也有了失去領土被驅逐的危機感而心生不滿。亦有說信長下達該轉封命令的原因是信長應允森蘭丸數年後會給他亡父森可成的舊領坂本城，當時坂本城為光秀領地，因而導致光秀不滿。

- 信長常取笑光秀為光頭，甚至在征伐武田氏時因其失言，還命令森蘭丸拿扇子打他的光頭。

- 光秀作為足利幕府的役人，是堅定的幕府支持者，而信長廢黜了幕府將軍足利義昭以及要求修改曆法等藐視幕府的行為，讓光秀認為其並非改革者，而是秩序的破壞者，因此一定要殺掉信長。
- 信長在接到秀吉求助的信息後即令光秀前去援助。當時光秀為攻略山陰道軍隊的長官，與秀吉是平級的關係。光秀在接到信長的命令後私自認為信長是要令他接受秀吉的指揮，再想到前臣如林秀貞等人的遭遇，心中十分的不滿，于是起了反心。

另外除光秀怨恨說之外，尚有以下難謂有歷史根據之動機：
- 光秀曾暗通武田勝賴，至武田氏滅亡後恐事洩，故先發難弒殺信長。

- 光秀曾與表妹暨信長正室的濃姬私通，恐姦情事洩，故先發難弒殺信長。

目前對於光秀從何時決定謀反及為何謀反尚未定論，但是在龜山城出兵前，光秀在參拜愛宕神社時所詠的詩歌「時は今、雨が下しる、五月哉」（諧音：土岐在今日，天下當傾），似乎可以顯示當時他已經下定了謀反的決心。

### 家康黑幕說
此一說是指德川家康因嫡男德川信康與妻築山殿被殺而懷恨在心，於是策動光秀謀反，但史料沒有明確證據支持這一說法。信康娶信長長女德姬為妻，德姬生下兩女、無子，信康因而感到憤怒，其母筑山殿對信長（滅了她舅父今川義元）本無好感，當然也不喜歡德姬，於是就送兒子一名侍妾。

### 秀吉黑幕說
此一說是指羽柴秀吉與光秀合謀造反，不過秀吉欺騙光秀，於本能寺之變後打倒光秀，原因是秀吉照理說無法以極快的速度由中國地方撤返回京都(中國大返還)。但由於秀吉正在中國地方與毛利軍作戰，當時聽聞主公信長慘死，於是先與毛利議和，逼城主清水宗治切腹，而後以急行軍的速度趕回京都，與明智光秀決戰於山崎之戰。此一假說仍然有一定的根據。
支持此說的論點：
1. 秀吉與光秀曾一起負責防衛京都的職責，關係不淺。
2. 以五天達成從備中國的高松城至山崎，將近180公里，這種行軍速度，必須在事前有一定程度的準備。
3. 秀吉與毛利的議和原本僵持不下，但在信長去世後，談判卻可迅速結束。
4. 秀吉遲遲不將城池攻下，反倒持續向信長請求援軍，甚至使信長親身前往戰場。
5. 光秀死亡，事情經過僅有羽柴秀吉的單方面說法。

### 長宗我部黑幕說
此一說是認為長宗我部元親透過妻兄齋藤利三慫恿明智光秀叛變。根據2014年發現的長宗我部元親的文書當中，本能寺之變發生前，長宗我部元親與織田信長保持恭順關係。

### 柴田勝家黑幕說
此說是認為光秀跟柴田勝家擔心如同林秀貞一般遭到肅清，而聯手欲推信長的姪兒津田信澄上位，但因為津田信澄被丹羽長秀、織田信孝所殺，使柴田勝家在兵變後不敢響應。

### 朝廷黑幕說
此說是近年興起的說法，是本能寺之變諸說中的新說。關於黑幕說的主要證據是勸修寺晴豐的《晴豐公記·天正十年夏記》說到這一说法，被認為是密談討伐信長。朝廷的動機建立在「三職推任事件」上。日記原文：這段被稱為三職推任事件的日記引起了立花京子、小和田哲男、今谷明、堀新等日本學者的注意。本文從不一樣的角度解釋，則出現兩派相反的看法，分別列舉如下：

#### 朝廷主動派
本派是小和田哲男、堀新等學者所支持的看法。1582年4月25日，信長消滅武田家後，朝廷派遣勸修寺晴豐跟織田家京都奉行村井貞勝提出，希望織田信長從太政大臣、關白和夷大將軍中選擇其中一個職位擔任的想法。請村井向信長轉達，讓朝廷可以做好準備。

#### 信長主動派
本派是立花京子、今谷明等學者所支持的看法。1582年4月25日，信長消滅武田家後，透過其京都奉行村井貞勝向朝廷使者勸修寺晴豐提出：織田信長希望能從太政大臣、關白和夷大將軍中選擇其中一個職位擔任的想法。請勸修寺向朝廷轉達。
朝廷主動或是信長主動派之後的發展都是一致的。1582年5月4日，勸修寺晴豐向信長表達天皇希望信長接任征夷大將軍一職、開設幕府。已知此事的信長卻刻意避而不見，並派森蘭丸前去表達保留此事的態度。三職推任事件加上信長在1578年辭去右大臣事件、天正改元事件、正親町天皇讓位事件等多次雙方衝突下，使朝廷認為拒絕開設幕府的信長有可能是想推翻原有的天皇制度，因而聯合支持朝廷的光秀發動本能寺之變。
2007年，根據『兼見卿記』寫成的桐野作人在採訪中也說，他被人質問“朝廷黑幕說難道不是一種陰謀史觀嗎”。

### 理想冲突说
據傳教士弗洛伊斯的記載，信長的志向是統一日本後組成大艦隊出征世界，而光秀的理想則是光復舊幕府的權威，由此成了謀殺的動機。

## 本能寺之變後的各人物

### 羽柴秀吉
羽柴秀吉當時正包圍清水宗治所在的備中高松城，與毛利軍對戰。由於陰錯陽差，光秀派去毛利軍的信使跑錯陣營，使得秀吉在6月3日即接到了信長的噩耗。秀吉立刻決定與毛利談和，並逼迫以清水宗治切腹為條件。6日，在看到毛利撤軍後也率軍折回，12日進抵攝津。在那裡與當地武將中川清秀、高山右近、池田恆興等人會合，並與在堺的織田信孝、丹羽長秀等會師進軍京都。13日在京都郊外的山崎之戰中擊敗光秀。秀吉在極短的時間內從中國地方撤回，被稱為「中國大返還」。

### 織田信孝與丹羽長秀
當時丹羽長秀與織田信孝率領四國平定聯軍準備攻打長宗我部家。知道信長遇害的消息後，長秀和信孝決定先殺害信長姪子津田信澄。理由是信澄的父親織田信行曾經背叛信長，最後遭信長謀殺，且信澄娶仇人光秀之女為妻。之後聯軍前去與羽柴秀吉軍會合在山崎戰役中擊敗光秀。

### 明智光秀
光秀在6月3日，4日期間費力勸降諸方勢力，尤其是女婿細川忠興加入，但震懾於當時信長存活的市井傳說（織田信長對背叛者的處置十分慘烈），以及對光秀背叛行為的不齒，多數部將選擇按兵不動，少數支持者聽到秀吉軍回師的消息即撤軍回師。6月5日光秀進入安土城。7日，朝廷派敕使拜訪明智光秀，任命其為京都守護。9日正準備前往京都時接到了秀吉回師的消息後出兵山崎。由於兵單勢微，加上多數部將選擇支持打出討逆叛徒口號的秀吉軍，經過數日戰事後光秀13日兵敗天王山，當日深夜，從勝龍寺城逃回近江的坂本城途中在小栗棲被落武者狩刺殺。

### 柴田勝家
當時柴田勝家與佐佐成政、前田利家一起，正在進攻上杉家的越中國魚津城。聽聞事變後便放棄已攻陷的魚津城，留下佐佐成政在越中進行防備，率軍回歸越前國，再整軍進攻明智光秀，但動作比秀吉慢了一步。

### 瀧川一益
與北條氏直為爭奪上野國爆發戰事，在神流川之戰失敗，經信濃回歸舊領北伊勢，未參加討伐明智光秀的戰事。

## 影響
由於信長的逝世，“打破舊體制，不問門第選人才”的改革戛然而止。信長長子織田信忠也在本能寺之變中戰死，導致織田家內部發生繼承人問題而分裂。

## 影视改编
在日本NHK大河剧《麒麟来了》当中，明智光秀发动本能寺之变的动机，主要采用了朝廷黑幕說、理想冲突说这两种主流观点。